# Khamoshi: The Musical
Khamoshi: The Musical (tj. „Cisza: Musical”) – bollywoodzki dramat rodzinny i miłosny z 1996.
Wysoko oceniony przez krytyków debiut Sanjaya Leeli Bhansaliego, autora Devdas i Black. W rolach głównych  Nana Patekar, Salman Khan, Manisha Koirala, Seema Biswas i Helen. Film ten opowiada historię głębokiej miłości między głuchoniemymi rodzicami a ich słyszącymi dziećmi. W tej historii pokazano nam troskę i odpowiedzialność córki za często odrzucanych i nierozumianych rodziców.

## Obsada
- Nana Patekar jako Joseph Braganza
- Salman Khan jako Raj
- Manisha Koirala jako Annie J. Braganza
- Seema Biswas jako Flavy J. Braganza
- Helen jako Maria Braganza
- Himani Shivpuri jako matka Raja
- Raghuvir Yadav jako Willie

## Nagrody
- Nagroda Krytyków Filmfare za Najlepszy Film – Sanjay Leela Bhansali
- Nagroda Filmfare Krytyków dla Najlepszej Aktorki – Manisha Koirala
- Nagroda Filmfare za Najlepszy Playback Kobiecy – Kavita Krishnamurthy w Aaj Mein Upar
- Nagroda Star Screen dla Najlepszej Aktorki – Manisha Koirala
- Nagroda Star Screen dla Najlepszej Aktorki Drugoplanowej – Seema Biswas

## Muzyka i piosenki
Muzykę do filmu skomponował braterski duet Jatin-Lalit, autorzy muzyki do takich filmów jak Jo Jeeta Wohi Sikandar, Raju Ban Gaya Gentleman, Kabhi Haan Kabhi Naa, Yes Boss, Khamoshi: The Musical, Ghulam, Kuch Kuch Hota Hai, Dil Kya Kare, Sarfarosh, Mohabbatein, Phir Bhi Dil Hai Hindustani, Kabhi Khushi Kabhie Gham, Albela, Hum Tum, Mr. White, Mr. Black.
- Aaj Mein Upar
- Aankhon Mein Kya
- Bahoein Ke Darmiyan
- Jana Suno Hum
- Yeh Dil Sun Raha Hai

## Inne informacje
- Rolę Annie pierwotnie miały grać Madhuri Dixit, potem Kajol.
- Helen przyjęła rolę Marii tylko za namową na grającego w filmie pasierba Salman Khana.
- Scena, w której matka zarabia wędrując od domu do domu i sprzedając z dziećmi towary ma odniesienia do dzieciństwa reżysera.